# Université des sciences appliquées Metropolia
L'Université des sciences appliquée Metropolia (finnois : Metropolia ammattikorkeakoulu) est une université du grand Helsinki en Finlande. 

## Campus
L'université des sciences appliquées Metropolia occupe quatre campus Myyrmäki, Karamalmi, Myllypuro et Arabianranta.

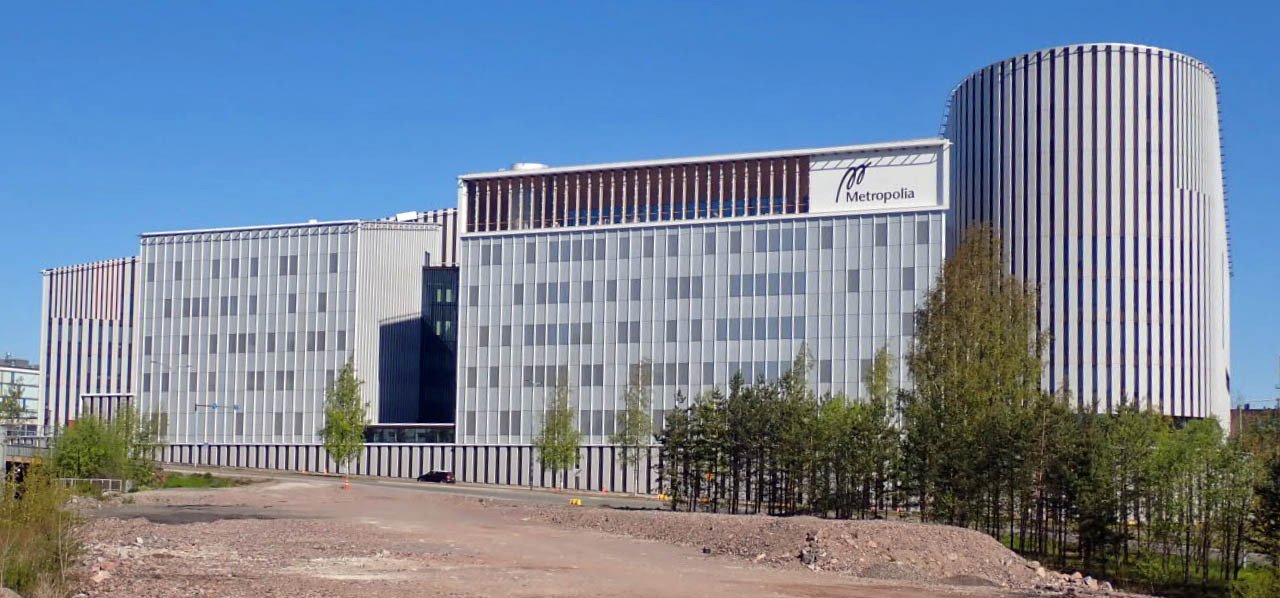
Campus principal à Myllypuro.
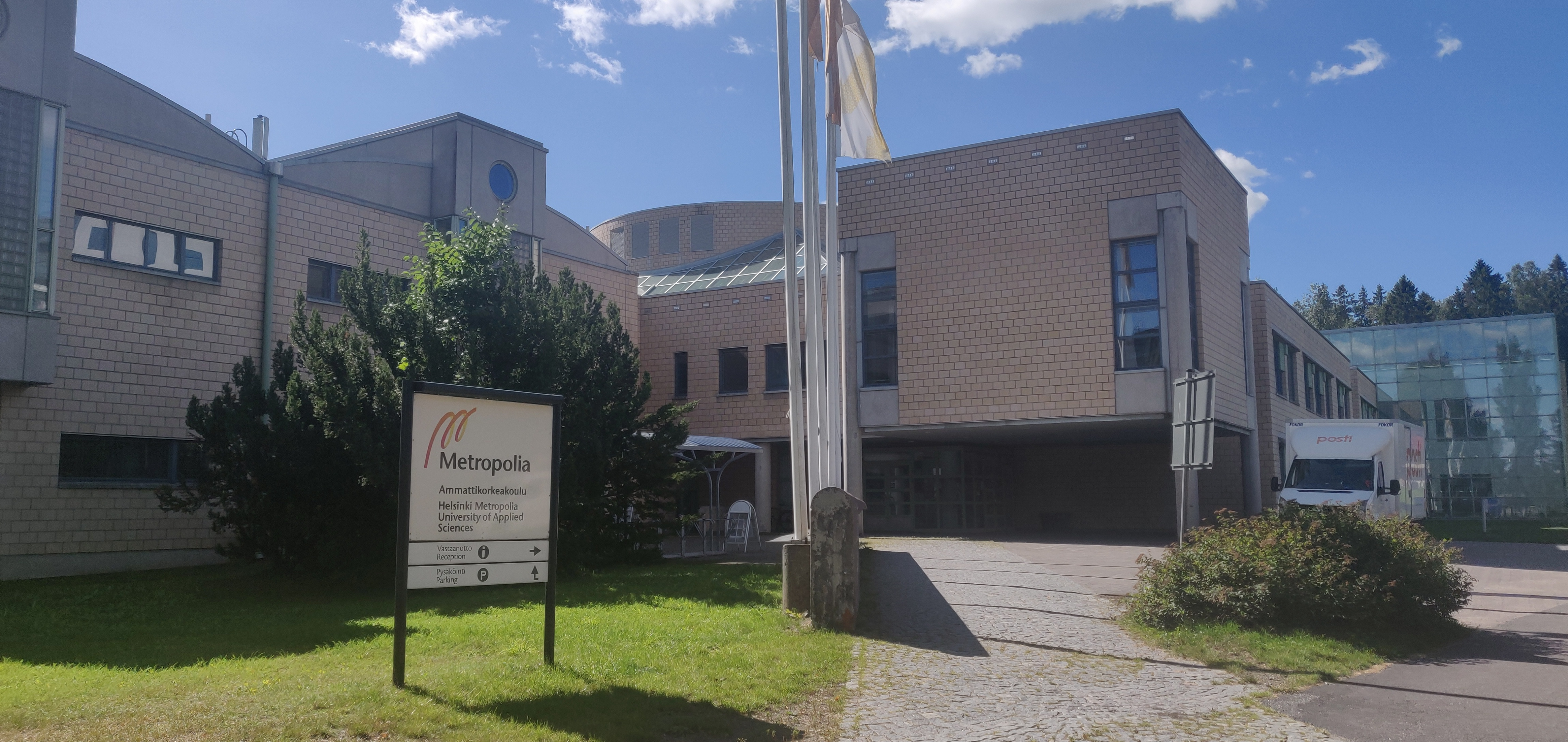
Campus de Myyrmäki à Vantaa.
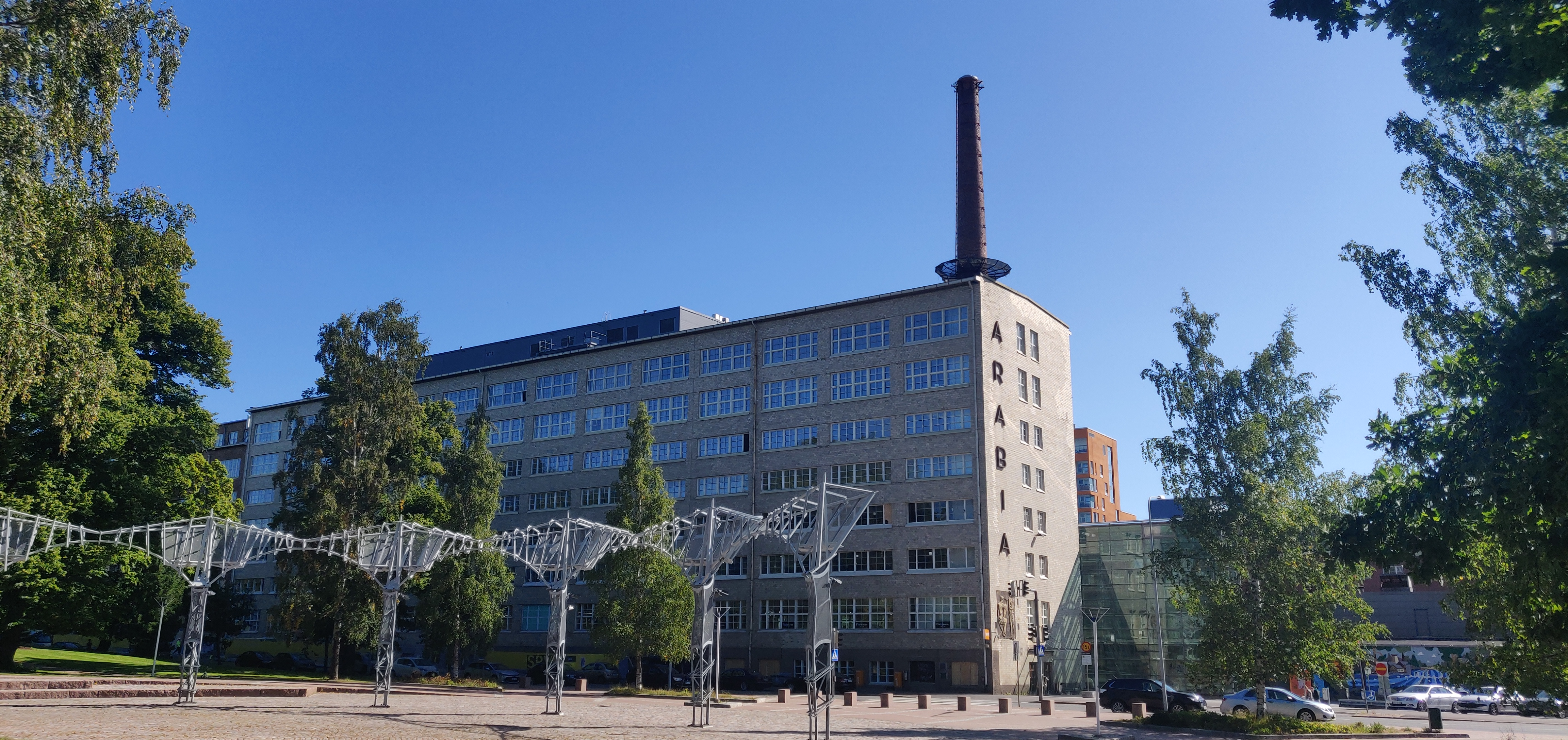
Campus d'Arabia à Helsinki.
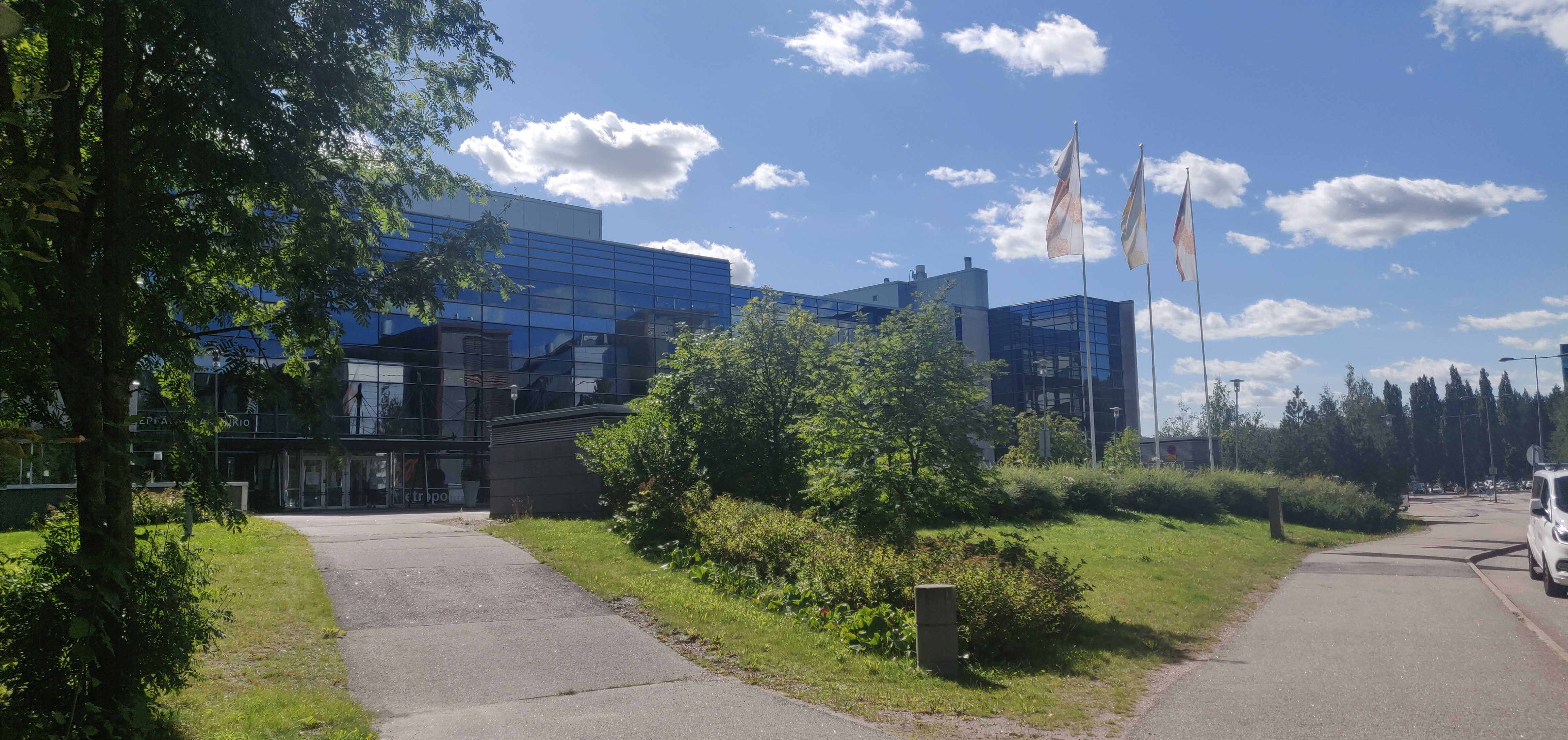
Campus de Karamalmi à Espoo.

## Filières diplomantes

### Commerce
Toutes les études commerciales de premier cycle à Metropolia mènent au Bachelor of Business Administration. 
L'enseignement a lieu au campus de Myyrmäki. 
L'école propose trois parcours commerciaux de niveau licence, dont deux en anglais. 
Metropolia propose également des parcours menant au MBA,.

### Santé et services sociaux
Metropolia dispense de nombreuses formations diplômantes dans les domaines de la santé et des services sociaux. 
Il existe deux licences en anglais (soins infirmiers et services sociaux) et quinze en finnois. 
L'école propose également des études de niveau master menant au diplôme de MHA (Master of Health Administration. 
Toutes les formations dans ces domaines sont hébergées sur le campus de Myllypuro,.

### Culture
Tous les enseignements dans le domaine de la culture sont dispensés en finnois. 
Il existe 8 parcours diplômants de premier cycle et 7 parcours de maîtrise. 
Tous les enseignements ont lieu sur le campus d'Arabia et dans les locaux voisins. 
Metropolia UAS est la première université finlandaise à proposer un diplôme entièrement axé sur la conception XR.

### Technologie
Les études technologique se déroulent sur deux campus. Le campus de Myyrmäki se concentre principalement sur la technologie industrielle et l'enseignement sur le campus de Karamalmi est davantage basé sur l'informatique. 
Metropolia propose une grande variété de diplômes industriels, tels que l'ingénierie automobile ou la gestion industrielle. 
Toutes les études industrielles sont menées en finnois. L'école a deux programmes d'informatique, dont un en anglais.